# Staniszewo (województwo pomorskie)
Staniszewo (kaszub. Stajszewò) – wieś kaszubska w Polsce, położona w województwie pomorskim, w powiecie kartuskim, w gminie Kartuzy
| SIMC    | Nazwa       | Rodzaj    |
| ------- | ----------- | --------- |
| 0163713 | Bory        | część wsi |
| 0163720 | Bukowa Góra | część wsi |
| 0163736 | Kamionka    | część wsi |
| 0163742 | Kępa        | część wsi |
| 0163759 | Krzewino    | część wsi |
| 0163771 | Przytoki    | część wsi |
| 0163788 | Raj         | część wsi |
| 0163794 | Szade Góry  | część wsi |

Położona na obrzeżach Kaszubskiego Parku Krajobrazowego. Na południe od Staniszewa w górnym biegu Łeby znajduje się ustanowiony w 1972 r. rezerwat przyrody Staniszewskie Zdroje. 
Znajduje się tu również placówka Ochotniczej Straży Pożarnej.
Wieś królewska w starostwie mirachowskim w województwie pomorskim w II połowie XVI wieku. W latach 1975–1998 miejscowość położona była w województwie gdańskim.